# Stade Marcel Picot
Stade Marcel Picot er et fodboldstadion i Tomblaine i Meurthe-et-Moselle-regionen af Frankrig. Stadionet er hjemmebane for Ligue 1-klubben AS Nancy, og blev indviet i 1927. I 2003 gennemgik stadionet en stor ombygning og har nu plads til 17.415 tilskuere.